# 新城藩
新城藩（しんしろはん）は、三河国に江戸時代前期に存在した藩。藩主は水野家。居城は新城城（現在の愛知県新城市字東入船）。徳川家家臣の水野分長が尾張国知多より1万石にて入封した。その子元綱の時に上野国安中に移封となった。かわって徳川家家臣・菅沼家が入府した。菅沼家は旗本（交代寄合）であったため、以後江戸時代末期までの新城村は、菅沼家の陣屋町となった。

## 藩史

### 江戸時代以前

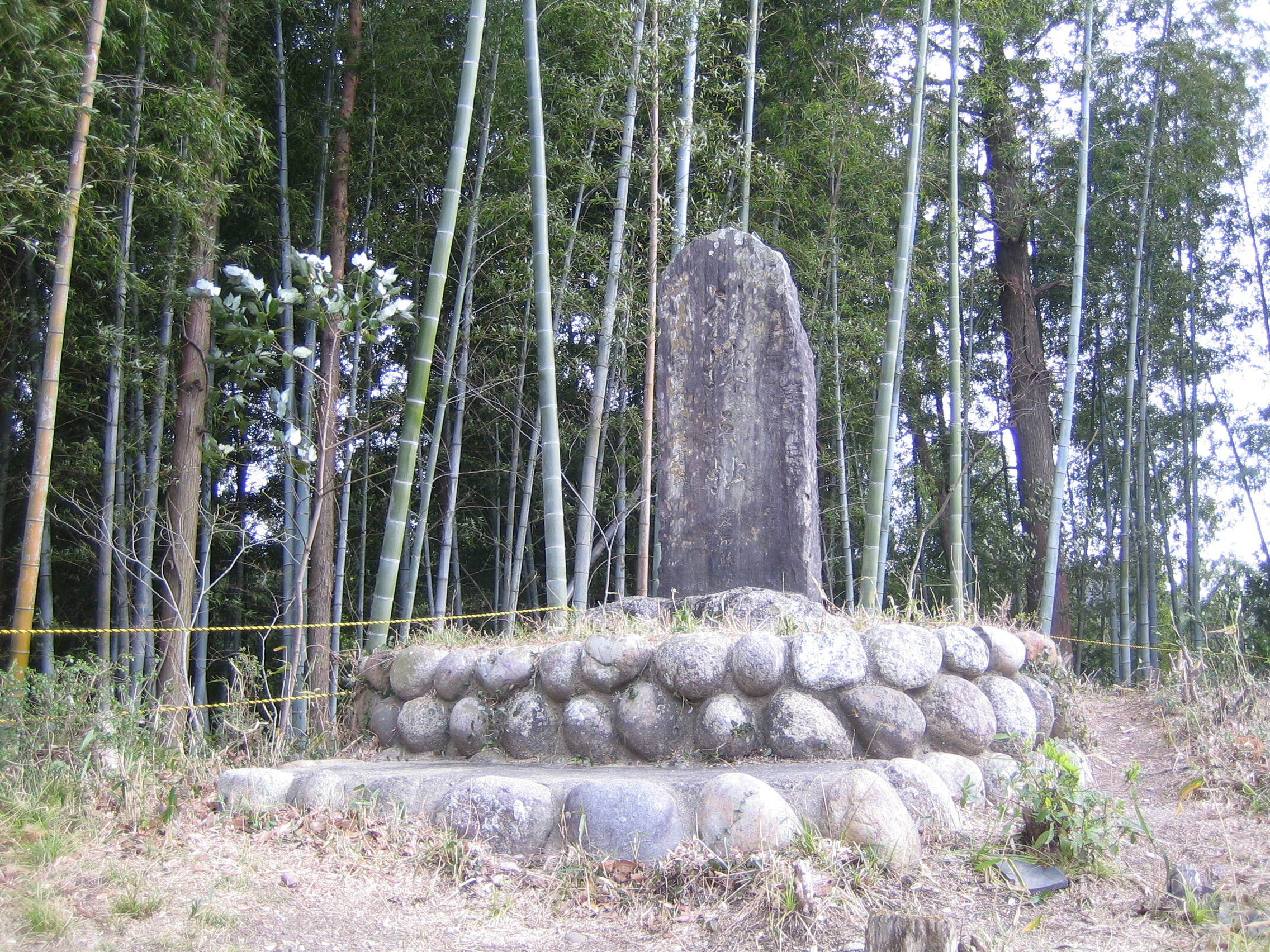
新城城址

天正3年（1575年）の長篠の戦いで織田信長・徳川家康連合軍の勝利に貢献した奥平信昌は、戦後に信長と家康より賞賛された。そして、家康の命により豊川沿い下流に新城を築城することを命じられた信昌は、天正4年（1576年）9月に新城を完成させた。そして城下町の建設や領内の開発に尽力した。
家康が小田原征伐後に関東に移ると、新城は東三河4郡（宝飯郡・設楽郡・渥美郡・八名郡）15万2,000石を統べる三河吉田城主として入封した池田輝政（当時は照政）の支配下に入った。新城には、照政の配下である片桐半右衛門が代官として赴任、川舟による吉田城への領米供出などを請け負った。一方で、野田城を破却した上に、新城とは別に代官所を新たに設けるなど、家康勢力下の菅沼家・奥平家の風潮を排し、池田家の支配色を強めようとした感も推測される。

### 江戸時代以降
輝政が関ヶ原の戦いにおいて武功を挙げたため、播磨姫路藩に加増移封となった後の慶長11年6月18日（1606年7月22日（新暦））、尾張緒川藩より水野分長が1万石で入ったことにより、新城藩が立藩した。分長の跡は子の水野元綱が継いだが（1万石余を継ぎ、のち近江国内より4,000石を加増）、元綱は正保2年6月28日（1645年8月19日（新暦））上野国安中藩に移封となる。ここで大名領としての新城藩は消滅した。
代わって慶安元年（1648年）に丹波亀山藩より菅沼定実が新城に入った。菅沼家は丹波亀山で4万石を領していたが、菅沼定昭が嗣子無くして早世してしまったため、本来なら無嗣断絶となるはずであった。しかし定昭・定実兄弟の祖父である菅沼定盈の功績などを考慮した幕府は、特別の計らいで定昭の弟・定実に7,000石、同じく弟の菅沼定賞に3,000石を与えて菅沼家の家名存続と、定実の「交代寄合」としての大名待遇を許したが、大名とはなれなかった。

菅沼の初代領主・菅沼定実の時代に、川舟の中継地点として栄える基盤が整えられた。
この菅沼家からは教養に優れた人物も多く輩出された。初代の定実は宗徧流の茶道の高弟として知られ、陣屋や菩提寺に茶室を設えた。菅沼耕月や菅沼曲水は松尾芭蕉の門下となった。また、第5代当主・菅沼定前は藩校「有教館」を創設している。第11代当主・菅沼定長は幕末期の中で海軍奉行となり、幕府の命令でフランスにも留学している。
定長の時代に明治維新を迎えた新城は、三河県、伊那県、額田県を経て、愛知県に編入された。

## 歴代領主

### 藩主水野家
譜代。1万3000石。
1. 水野分長（わけなが）
2. 水野元綱（もとつな）

### 旗本菅沼家
旗本（交代寄合）
1. 菅沼定実（さだざね）
  - 菅沼定賞（さだよし）
2. 菅沼定易（さだやす）
3. 菅沼定用（さだもち）
4. 菅沼定庸（さだつね）
5. 菅沼定前（さださき）
6. 菅沼定賢（さだかた）
7. 菅沼定邦（さだくに）
8. 菅沼定志（さだゆき）
9. 菅沼盈富（みつとみ）
10. 菅沼定信（さだのぶ）
11. 菅沼定長（さだなが）